# Forcipomyia bispica
Forcipomyia bispica är en tvåvingeart som först beskrevs av Yu och Wirth 1997.  Forcipomyia bispica ingår i släktet Forcipomyia och familjen svidknott. Inga underarter finns listade i Catalogue of Life.